# Johnny Claes
Octave John "Johnny" Claes (London, Engleska, 11. kolovoza 1916. – Brussels, Belgija, 3. veljače 1956.) bio je belgijski jazz glazbenik i vozač automobilističkih utrka.
Sin bogatih roditelja, Claes je bio talentirani jazz glazbenik koji je imao svoj bend Johnny Claes and the Clay Pigeons. U Formuli 1 nastupao je od 1950. do 1956., no nije uspio osvojiti bodove. Natjecao se i na utrci 24 sata Le Mansa, a najbolji rezultat ostvario je 1955. kada je, s Jacquesom Swatersom, završio na trećem mjestu. Kasnije te godine, Claesovi su se zdravstveni problemi pogoršali jer je obolio od tuberkuloze od koje je preminuo 1956.

## Vanjske poveznice
- Johnny Claes - Stats F1